# Ponchartrain Apartments
Ponchartrain Apartments era un edificio de apartamentos ubicado en 1350 East Jefferson Avenue en Detroit, Míchigan. También se conocía como los Renaissance Apartments. Fue incluido en el Registro Nacional de Lugares Históricos en 1985,  pero posteriormente demolido.

## Descripción

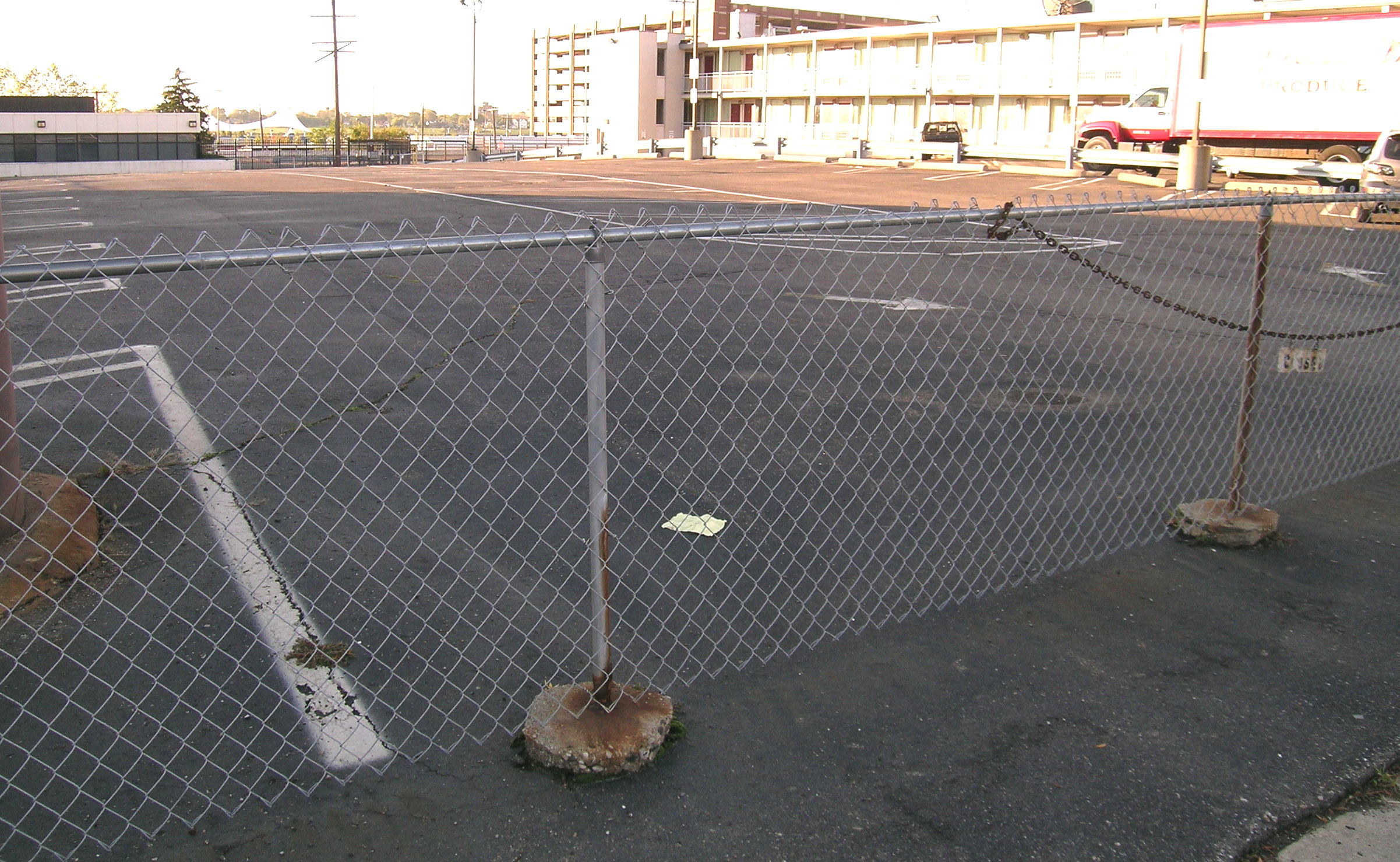
Estacionamiento donde una vez estuvieron los apartamentos Ponchartrain

El edificio de apartamentos Ponchartrain era una estructura de ladrillo rojo de cuatro pisos sobre una base de piedra caliza. Los vierteaguas de las ventanas, la hilada de coronación y los marcapianos entre el primer y el segundo piso también se construyeron de piedra caliza. La entrada se encontraba en una abertura arqueada flanqueada por pilastras ornamentales que sostenían el dintel. Festones y urnas decoran el entablamento, y las urnas también adornaban los paneles de piedra en relieve debajo de las ventanas de los extremos. El edificio contenía 74 apartamentos.

## Historia
Los apartamentos Ponchartrain fueron construidos en 1920 a un costo de 195 000 dólares. El edificio pasó por una sucesión de propietarios y pasó a llamarse Monticello Apartment Hotel en 1926, Shorecrest Apartments en 1949 y Renaissance Apartments en 1981. Desde entonces, el edificio ha sido demolido.